# Cerkiew Niepokalanego Poczęcia Najświętszej Maryi Panny w Hranicnem
Cerkiew Niepokalanego Poczęcia Najświętszej Maryi Panny w Hranicnem – drewniana greckokatolicka cerkiew filialna zbudowana w 1785, położona w słowackiej miejscowości Hraničné.
Świątynię postawiono wspólnymi siłami grekokatolików i rzymskich katolików i obecnie tak jest użytkowana.
Należy do parafii Kremná, dekanatu Lubowla w archieparchii preszowskiej Kościoła katolickiego obrządku bizantyjsko-słowackiego.
Od 1968 posiada status Narodowego Zabytku Kultury.

## Historia
Świątynię zbudowano w 1785. Odnawiano kilkakrotnie: w drugiej połowie XIX w., uszkodzona w 1945, zabezpieczona prowizorycznie, a następnie rozebrana i postawiona na nowo w 1972 z dobudową zakrystii.

## Architektura i wyposażenie
To budowla drewniana konstrukcji zrębowej. W bryle obiektu wyróżnić można trójbocznie zamknięte prezbiterium, z dużą boczną zakrystią, prostokątną nawę z wieżą słupowo-ramową, zwieńczoną izbicą i niewielkim baniastym hełmem. W przyziemiu wieży przedsionek. Ściany prezbiterium i nawy pozostawione bez szalunku. Dach dwukalenicowy, kryty gontem.
Wnętrze obszerne, pomieszczenia nakryte stropami płaskimi. Chór muzyczny wsparty na słupach. Nie ma polichromii ani ikonostasu. Cenne  wyposażenie pochodzi z kościoła ze Starej Lubowli:
- ołtarz główny zbudowany z różnych stylowo części z cenną gotycką–renesansową płaskorzeźbą Zwiastowania z 1530,
- lewy ołtarz boczny w prezbiterium, z gotyckimi rzeźbami św. Mikołaja z 1360, św. Szczepana i św. Wawrzyńca, obie z 1500 i św. Jakuba z XV w.,
- lewy ołtarz boczny w prezbiterium, z rzeźbą Matki Bożej z XVII w.,
- wieloboczna ambona z początku XVII w. z rzeźbami Ewangelistów,
- obraz z wizerunkiem Chrystusa z napisem w języku polskim

## Galeria

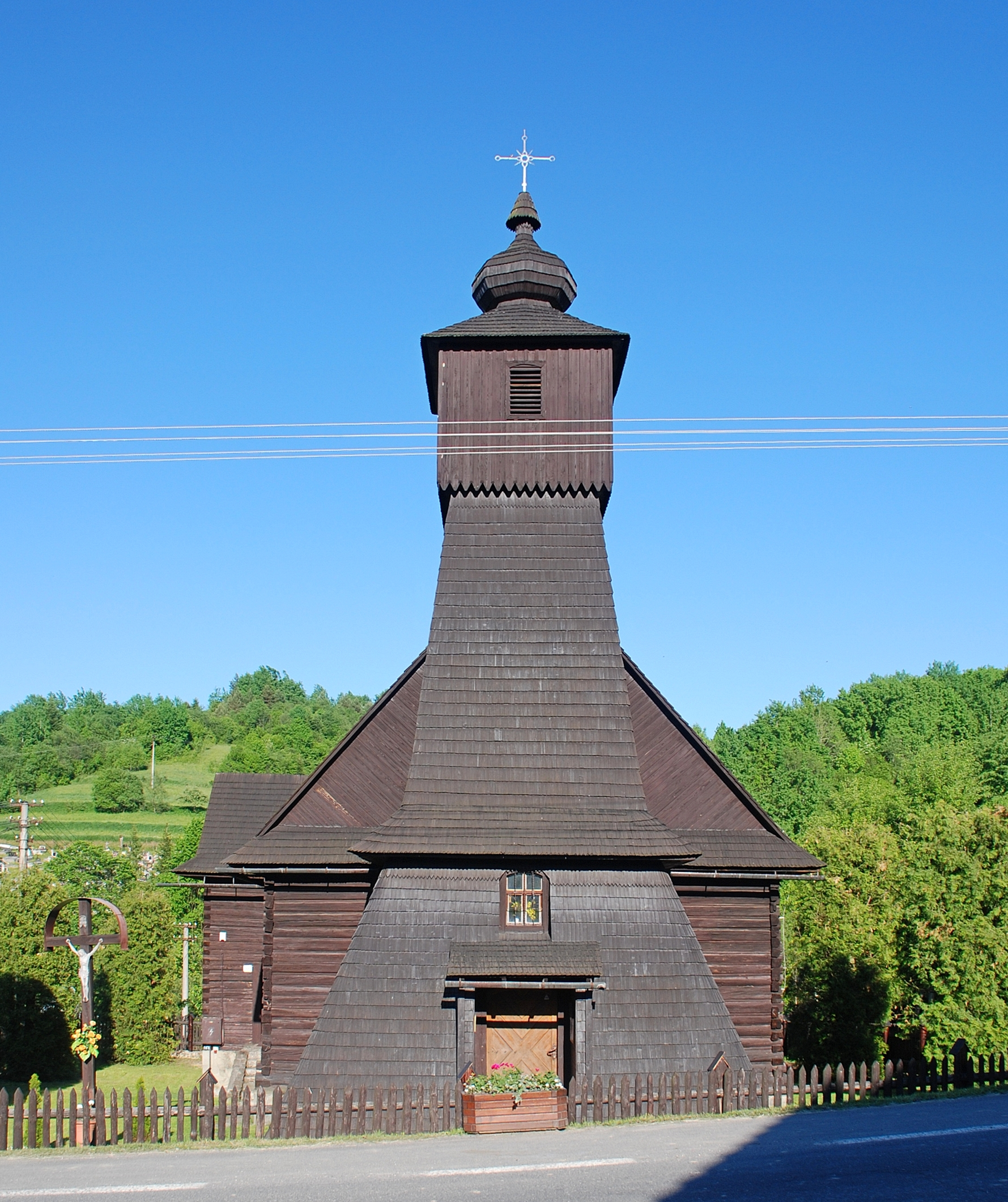
Elewacja frontowa
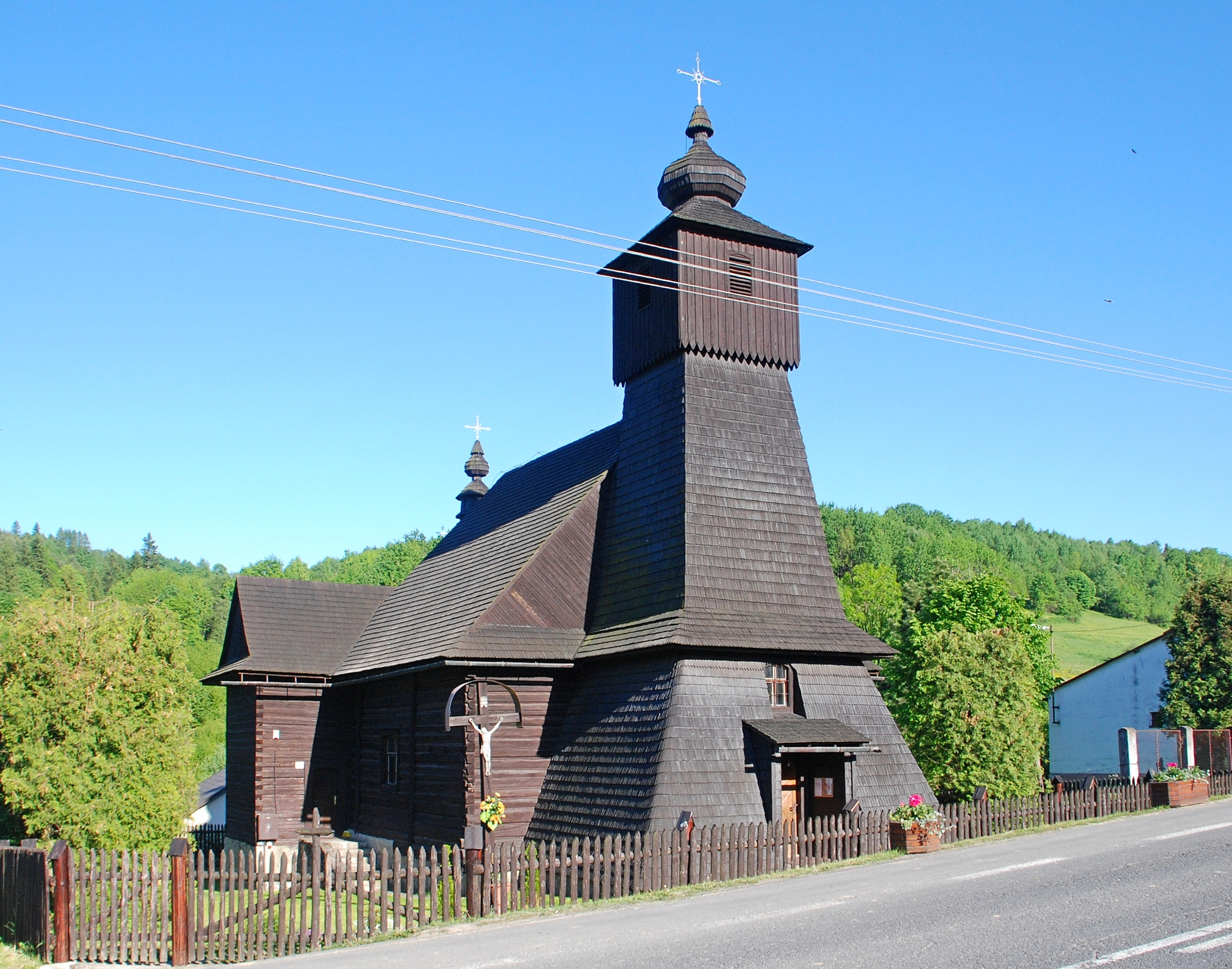
Widok od strony północnej
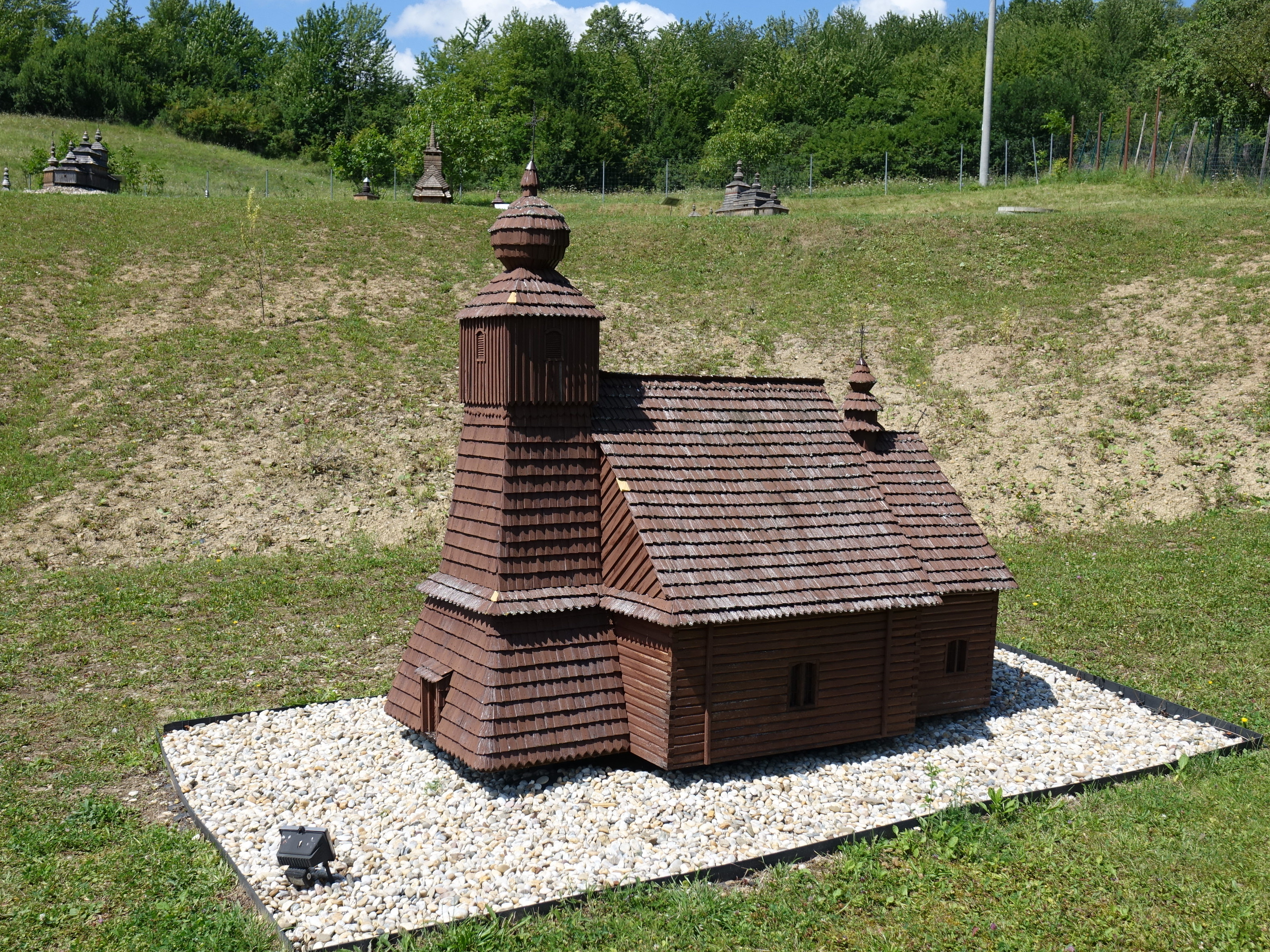
Replika cerkwi w Ľutinie